# 井口站 (石川縣)
井口站（日语：／ Inokuchi eki */?）是位於石川縣白山市明光一丁目，北陸鐵道的石川線車站。車站編號為I14。

## 概要
車站建立初期，方圓數百米處均沒有民居，最近的民居為在數百米外設有井口村落（亦因以此村作為本車站命名）。因此只會停靠普通列車，準急以上的列車一律通過；到了1960-70年代，隨車站附近的明光團地、井口町、森島町等地開始大量增加了單戶住宅，使用量也隨之增加，結果除了一班急行外，所有列車均也停靠。

## 車站構造
採用簡易車站模式運作，在月台上設候車室。
列車靠近時，往野町方向為左側上落，往鶴來方向為右側上落。
| 路線    | 上下行 | 方向     | 備註     |
| ------- | ------ | -------- | -------- |
| ■石川線 | 上行   | 野町方向 | 左側上落 |
| ■石川線 | 下行   | 鶴來方向 | 右側上落 |

## 歷史
- 1937年8月1日：車站啟用。
- 2019年4月1日：增設車站編號[1]。

## 使用狀況
根據「白山市統計書」，以下為一日平均上下車人次：
| 年度   | 1日平均 上下車人次 |
| ------ | ------------------ |
| 2000年 | 408                |
| 2001年 | 396                |
| 2002年 | 420                |
| 2003年 | 402                |
| 2004年 | 366                |
| 2005年 | 377                |
| 2006年 | 347                |
| 2007年 | 317                |
| 2008年 | 332                |
| 2009年 | 318                |
| 2010年 | 291                |
| 2011年 | 268                |
| 2012年 | 247                |
| 2013年 | 270                |
| 2014年 | 268                |
| 2015年 | 266                |
| 2016年 | 272                |
| 2017年 | 269                |
| 2018年 | 262                |
| 2019年 | 251                |
| 2020年 | 180                |
| 2021年 | 214                |
| 2022年 | 237                |

## 其他
1983年5月21日，時任的裕仁天皇出訪，車隊經過附近的道路時，北陸鐵道臨時派出了職員在車站及附近道路上駐守，並且把列車在站內停靠的時間增長，以及在道法寺平交道前後設置了臨時信號機。

## 相鄰車站
北陸鐵道
■石川線
道法寺（I13）－井口（I14）－小柳（I15）

## 外部連結
- 北陸鐵道井口站 （页面存档备份，存于）